# Sulíkov
Sulíkov (deutsch Sulikau, früher Sulikow) ist eine Gemeinde in Tschechien. Sie liegt fünf Kilometer nördlich von Kunštát und gehört zum Okres Blansko.

## Geographie
Sulíkov befindet sich im Bergland der oberen Swratka, einem Teil der Böhmisch-Mährischen Höhe, in der Quellmulde das Baches Petrůvka. Das Dorf liegt am nördlichen Rande des Naturparks Halasovo Kunštátsko. Gegen Norden bildet die Křetínka ein tiefes Tal, in dem im Nordosten die Talsperre Letovice angelegt wurde. Nordöstlich erhebt sich der Brablecův kopec (546 m), westlich der Kocholík (651 m) und im Nordwesten der Špilberk (Spielberg, 653 m).
Nachbarorte sind Křetín im Norden, Lazinov und Vranová im Nordosten, Vřesice im Osten, Ořechov, Jasinov und Rudka im Südosten, Petrov im Süden, Rozseč nad Kunštátem und Louka im Südwesten, Crhov im Westen sowie Rozsíčka und Ústup im Nordwesten.

## Geschichte
Die erste schriftliche Erwähnung des zur Herrschaft Kunstadt gehörigen Dorfes erfolgte im Jahre 1374 als Heralt von Kunstadt die Güter in Sulíkov, Ústup, Rudka, Petrov, Makov, Rozsíčka sowie Anteile von Zbraslavec, Touboř, Sychotín und Rozseč seiner Frau Jitka als Aussteuer überschrieb. 1406 erbten deren Söhne Jiří und Heralt von Kunstadt den Besitz. Sulíkov bestand im Jahre 1674 aus neun Häusern, zwei davon waren unbewohnt. Das älteste Ortssiegel stammt aus dem Jahre 1717. 1790 lebten in den 25 Häusern des Dorfes 126 Menschen. Im Jahre 1834 hatte das Dorf 142 Einwohner. Bis zur Mitte des 19. Jahrhunderts blieb Sulíkov immer der Herrschaft Kunštát untertänig. Nordöstlich des Dorfes am Brablecův kopec wurde in mehreren Schächten Limonit abgebaut. Auf dem Hügel Povětrňák über dem Dorf stand eine große Windmühle, sie wurde 1866 abgebrochen.
Nach der Aufhebung der Patrimonialherrschaften war Sulíkov ab 1850 zusammen mit Petrov zur Gemeinde Rozseč in der Bezirkshauptmannschaft Boskovice zugehörig. Im Jahre 1867 entstand die Gemeinde Sulíkov. 1957 wurde Vřesice eingemeindet. 1890 bestand Sulíkov aus 27 Häusern und hatte 140 Einwohner. Im Jahre 1900 lebten in dem Dorf 142 Menschen.
Der 1924 geplante Bau einer Eisenbahnstrecke von Skalice nad Svitavou nach Bystré u Poličky, deren Trassenverlauf über Sulíkov projektiert war, scheiterte am Widerstand der Gemeinde Rozseč, die eine Trassierung über das eigene Gemeindegebiet verlangte und den Bau so gänzlich verhinderte. Mit Beginn des Jahres 1961 wurde die Gemeinde dem Okres Blansko zugeordnet. Seit 2004 führt die Gemeinde Sulíkov ein Wappen und Banner.

## Gemeindegliederung
Die Gemeinde Sulíkov besteht aus den Ortsteilen Sulíkov (Sulikau) und Vřesice (Wschesitz, früher Brzezitz), die zugleich auch Katastralbezirke bilden.

## Sehenswürdigkeiten

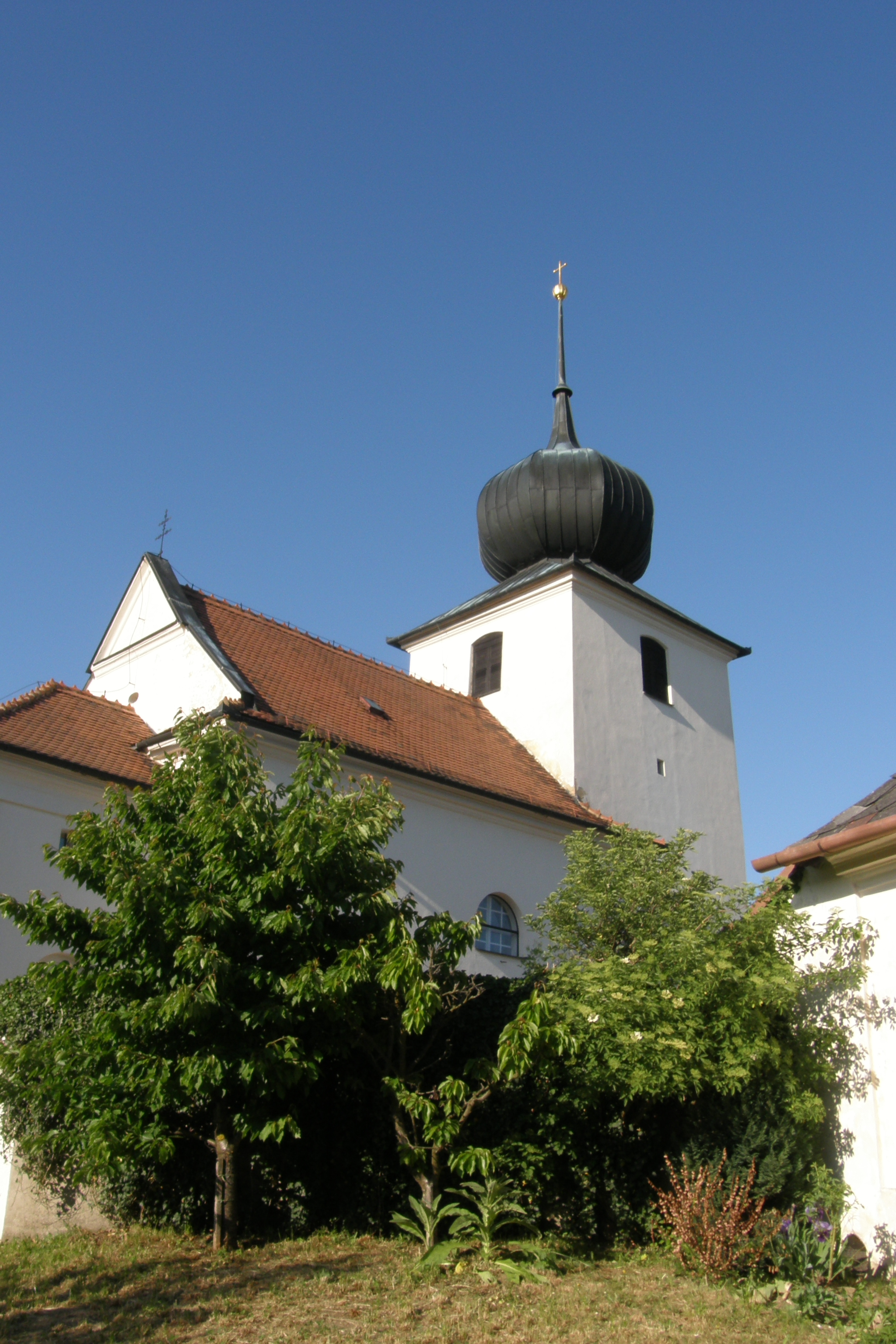
Kirche der hl. Maria Magdalena

- barocke Kirche der hl. Maria Magdalena
- Kapelle der hl. Monika und des hl. Augustin in Vřesice, geweiht 1998
- Kreuz am Dorfplatz von Vřesice, aus dem Jahre 1871
- Špilberk, Aussichtspunkt über das Tal der Křetínka
- Talsperre Letovice, nordöstlich an der Křetínka